# Juliusz Schauder
Juliusz Paweł Schauder (Lwów, 21 september 1899 - aldaar, september 1943) was een Poolse wiskundige.
Geboren op 21 september, 1899 in Lwów moest hij gelijk na de afsluiting van school vechten in de Eerste Wereldoorlog. In die oorlog werd hij krijgsgevangen gemaakt en gevangengezet in Italië. Hij begon in 1919 op de Universiteit van Lwów en ontving zijn doctoraal in 1923. Hij werd niet gevraagd om universitair docent te worden en daarom zette hij zijn eigen onderzoek voort en gaf hij les op een middelbare school. Dankzij zijn uitstekende resultaten kreeg hij een beurs die voor hem mogelijk maakte om tijd door te brengen in Leipzig en Parijs. In Parijs begon hij een zeer vruchtbare samenwerking met Jean Leray. Aan het begin van de Tweede Wereldoorlog werd hij benoemd tot professor in Lwów. 
Schauder was Joods en na de invasie van Duitse troepen in Lwów kon hij zijn werk onmogelijk meer uitvoeren. Hij kon zelfs zijn laatste onderzoeksresultaten niet opschrijven door gebrek aan papier. Hij werd gefusilleerd door de Gestapo, waarschijnlijk in september 1943.
Het meeste van zijn werk behoort tot de tak van de functionaalanalyse. Hij behoorde tot een grote groep Poolse wiskundigen (Stefan Banach, Karol Borsuk, Hugo Steinhaus, Wacław Sierpiński, Władysław Orlicz), die zich bezighielden met deze tak van wiskunde en deze mensen waren grondleggers van de huidige analyse.
Schauder is het best bekend geworden door de Schauder fixed point theorie, wat een belangrijk hulpmiddel is om aan te tonen dat een probleem wel of geen oplossingen heeft. Andere concepten die door het geïntroduceerd werden, zijn de Schauder-bases (de de generalisatie van een orthonormale basis van de Hilbert-bases tot de Banach-ruimtes) en het Leray-Schauder principe, een wiskundige techniek om oplossingen van partiële differentiaalvergelijkingen te vinden met behulp van iteratieve methoden.